# Кылькальчор
Кылькальчор (Калчоркы) (устар. Кыль-Каль-Чор) — река в России, протекает по Ямало-Ненецкому АО. Устье реки находится в 341 км по левому берегу реки Еркалнадейпур. Длина реки составляет 56 км.

## Притоки
- 9 км: Новкорылькикке (пр)
- Сакытканылькикке (лв)
- 25 км: река без названия (пр)
- Дорожная (лв)

## Данные водного реестра
По данным государственного водного реестра России относится к Нижнеобскому бассейновому округу, водохозяйственный участок реки — Пур, речной подбассейн реки — подбассейн отсутствует. Речной бассейн реки — Пур.
Код объекта в государственном водном реестре — 15040000112115300057664.